# Lagenophora cuchumatanica
Lagenophora cuchumatanica là một loài thực vật có hoa trong họ Cúc. Loài này được Beaman & De Jong mô tả khoa học đầu tiên năm 1965.